# Sorella Epstein
Pour les articles homonymes, voir Epstein.
Sorella Epstein, née le 25 août 1931 à Liepāja est une petite fille lettone, assassinée parce qu'elle était juive, le 15 décembre 1941, lors des massacres de Liepāja,,.

## Biographie
Elle naît en 1931 dans une famille lettone de Liepāja. Ses parents sont Roza et Jacob Epstein selon son acte de naissance enregistré à Liepāja. En mai ou juin 1941, son père et son oncle Chaïm sont arrêtés par les Soviétiques, car ils seraient, en raison de leur situation de commerçant, susceptibles selon eux de s'opposer à leur idéologie. Ils seront ensuite  déportés en Sibérie, où ils meurent quelques années plus tard, dans l'ignorance du sort de leur famille. Sorella et sa famille restante trouvent refuge dans le logis de leur tante, où les nazis feront une rafle, le 1er juillet 1941.
Philippe Labrune aperçoit une photo exposée au musée juif de Lettonie, à Riga de quatre femmes et une petite fille prise juste avant leur exécution pendant les  massacres de Liepāja. Il s'efforce alors de retrouver l'identité des quatre femmes présentes sur la photo, et notamment de la petite fille sur la gauche, qui dissimule son visage. Il retrace cette enquête dans un film documentaire intitulé Sorella, une enfant dans la Shoah, diffusé le 8 mars 2014 sur France 5. Le film est produit par Michel Welterlin et le scénario  est coécrit par Philippe Labrune et Jean-Marie Montali,.
La photo a également figuré dans le documentaire « Einsatzgruppen, les commandos de la  mort » de Michaël Prazan, diffusé sur France 2 en 2009.

## Histoire de la photographie

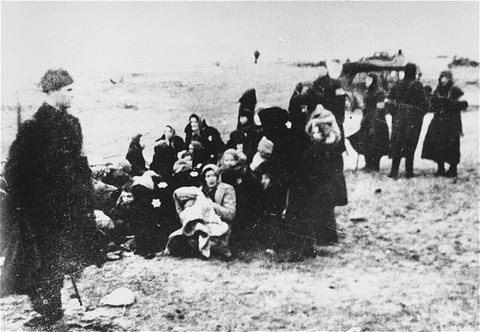
Membre de la milice lettone gardant des femmes et des enfants juifs avant leurs assassinats, pendant les massacres de Liepāja.

Philippe Labrune aperçoit la photo dans le musée juif de Riga. Elle fait partie d'une série de douze clichés pris le 15 décembre 1941, alors que le massacre a duré trois jours. Elle montre le massacre perpétré sur la plage de Šķēde, à Liepāja. Les photos ont été prises avec un appareil photo de la marque Minox, les personnes y figurant ont dû poser. Philippe Labrune se demande qui sont ces femmes et cette petite fille, et comment ces photos ont pu échapper à la destruction des preuves matérielles de l'holocauste pratiquée systématiquement par les nazis à la fin de la guerre,.
Les photos du massacre de Liepāja montrent parfois des policiers ou soldats lettons en uniforme. Aucun soldat allemand n'apparaît sur la photo, ce sont eux qui prennent les photos, mais un véhicule militaire allemand figure sur l'une des photos. Il était habituel pour les soldats allemands d'entourer les fosses pour surveiller les exécutions et de photographier, mais les balles étaient tirées par des soldats engagés pour ce travail. La fille de David Zwirzon, Ilana Yvanova, directrice du musée juif de Liepāja, répond aux questions de Philippe Labrune lors d'un entretien. Elle lui raconte qu'à l'âge de huit ou neuf ans, elle découvre dans un placard à vaisselle une vasque contenant divers objets, dont deux pellicules noires. Son père David Zwirzon, est un juif gardé en vie pour effectuer des travaux d'entretiens. En 1942, il doit réparer une panne électrique au quartier général de la police de la sécurité allemande. Il voit des bobines photographiques dans un tiroir ouvert et s'en empare. Il en fait des copies et les replace plus tard lors d'une panne alléguée. Il enterre les pellicules derrière l'écurie des bâtiments de la police pour ne pas les garder sur lui. Il parvient à s'évader du ghetto de Liepāja et vit caché dans une cave durant deux années. En 1944, lorsque Liepāja est libérée, il remet les bobines aux Soviétiques.
Les photos du massacre ont été prises par Carl-Emil Strott, un SS-Oberscharfuhrer. Elles constituent par la suite des pièces à conviction pendant le procès de Nuremberg.
Edward Anders a 15 ans à l'époque du massacre, mais arrive à reconnaître l'identité des femmes sur les clichés. Plus tard, une recherche d'identification biométrique sera faite pour Roza Epstein par Yvonne Desbois et Raoul Perrot, en se basant sur des photos d'identité conservées aux archives municipales, établissant son identité avec une probabilité de 90 %. Deux autres femmes sur la droite pourraient être Mia Malka Epstein et sa mère Emma Rathaus (tante de Sorella et mère de Mia).